# Talir Marije Terezije
Talir Marije Terezije (njemački: Maria-Theresien-Taler) je srebreni novčić koji se koristio u svjetskoj trgovini od 1741. godine. Ime je dobio po carici Mariji Tereziji (1717. – 1780.) koja je naredila njegovo kovanje po svom stupanju na austrijsko prijestolje. Od smrti Marije Terezije - 1780. godine, na kovanici se nalazi ta godina.
Austrijski car Franjo Josip I., objavio je 1857. da je Talir Marije Terezije službena valuta carevine, međutim nedugo nakon toga 31. listopada 1858. Talir Marije Terezije prestao je biti sredstvo plaćanja u Austrijskoj carevini.

## Povijest uporabe
Talir Marije Terezije bio je jedna od prvih kovanica u masovnoj uporabi u Sjedinjenom Američkim Državama. Pored austrijskih kovnica, kovan je u velikom broju europskih zemalja, te u Africi i Indiji  (Bombaj) sve do kraja Drugog svjetskog rata.  Procjenjuje se da je Između 1751. i 2000., iskovano je oko 389 milijuna kovanica.
Talir Marije Terezije bio je službeno sredstvo plaćanja u velikom dijelu Afrike sve do sredine 1960-ih od Sjeverne Afrike preko
Somalije, Etiopije, Kenije, Tanzanije do Mozambika. Osobito je bio popularan uz obale Crvenog mora gdje lokalni trgovci nisu htjeli prihvatiti nikakvu drugu novčanicu. Talijani su za vrijeme svoje Talijanske istočne Afrike iskovali vrlo slične kovanice, želivši njima zamijeniti talir, ali nisu uspjeli.

## Izgled
Na licu novčića na latinskom jeziku piše: "M. THERESIA D. G. R. IMP. HU. BO. REG.", a na naličju "ARCHID. AVST. DUX BURG. CO. TYR. 1780 X", što je skraćeno od "Maria Theresia, Dei Gratia Romanorum Imperatrix, Hungariae Bohemiaeque Regina, Archidux Austriae, Dux Burgundiae, Comes Tyrolis. 1780 X" (hrvatski: Marija Terezija, milošću Božijom Rimska carica, kraljica Ugarske i Češke, nadvojvodkinja Austrije, vojvodkinja Burgundije, grofica Tirola. 1780). "X" predstavlja Andrijin križ, dodan je nakon gubitka Nizozemske 1750. Na kovanici se nalazi i moto Marije Terezije: "Iustitia et Clementia" (hrvatski: Pravda i milost)

## Vanjske poveznice
- The Maria Theresia Taler 1780. (engl.)